# Kaggaladu, Sira
Kaggaladu là một làng thuộc tehsil Sira, huyện Tumkur, bang Karnataka, Ấn Độ.